# Trambulina Valea Largă
Die Trambulina Valea Largă ist eine Skisprungschanze der Kategorie K45 in dem rumänischen Ort Săcele. Die gesamte Schanzenanlage verfügt noch über Schanzen der Kategorien K25, K15 und K5.

## Geschichte
Die erste 25-Meter-Schanze des C.S.S. Brașovia wurde im Jahr 1979 nahe dem Krankenhaus der Stadt erbaut. Heutzutage befinden sich die vier Schanzen in dem kleinen Ort Săcele. Die Schanzen wurden im Jahr 1985 erbaut und mit Matten aus der Bundesrepublik Deutschland ausgerüstet.
Im Jahr 1994 fand zum ersten und einzigen Mal auf der 45-Meter-Schanze die rumänischen Meisterschaften im Skispringen statt. Vasile Cosmeanu konnte den Wettkampf bei den Meisterschaften für sich entscheiden.
Der heutige Nationaltrainer der rumänischen Skisprungnationalmannschaft Florin Spulber trainierte eine Gruppe von Skispringerinnen und Skispringern auf der Anlage. 2006 wurden die heruntergekommenen Matten gestohlen und die Jugendlichen müssen seitdem nach Râșnov pendeln. Danach verfiel die Anlage und wurde zur Ruine.
Mit der Unterstützung des internationalen Skiverbandes und des Ölkonzerns OMV, mit dem der rumänische Skiverband eine Kooperation geschlossen hat, sollen die Schanzen von Săcele erneuert werden.